# Justin-Charles de Labeville
Justin Charles Léopold de Labeville (Namen, 29 december 1817 - Stave, 4 augustus 1894), soms de Labbeville geschreven, was een Belgisch senator en burgemeester.

## Levensloop
Hij was de enige zoon, naast vier dochters, van Justin de Labeville (1778-1849) en van Marie-Anne de Cerf (1788-1824). Zijn vader was een zoon van Willem de Labeville, procureur bij de rechtbank van Namen. Samen met zijn broer Leopold verkreeg Justin in 1817 adelserkenning en in 1818 de titel van ridder. Hij werd lid van het Nationaal Congres.
Justin-Charles trouwde in 1845 met Eliza de Thomaz (1820-1851), dochter van de burgemeester van Stave, Nicolas-Hyacinthe de Thomaz (1774-1834). In 1859 verkreeg Justin de titel van baron, die vanaf 1875 erfelijk werd voor al zijn nazaten. Zonder veel gevolg, want zijn enige zoon, Justin Edgard (1851-1876) stierf ongehuwd en met zijn dochter Estelle de Labeville (1848-1935), getrouwd met de Luxemburgse eerste minister baron Felix de Blochausen (1834-1915), stierf in 1935 de naam de Labeville uit.
Justin-Charles werd provincieraadslid voor de provincie Namen (1855-1859) en werd burgemeester van Stave (1855 tot aan zijn dood) in een late opvolging van zijn schoonvader.
In 1859 werd hij verkozen tot senator voor het arrondissement Philippeville en vervulde dit mandaat tot in 1892. Hij situeerde zich nu eens bij de liberale partij, dan weer als onafhankelijke. Hij was de enige senator die zich onthield bij de stemming over de polariserende onderwijswet van 1879.
Hij was daarnaast nog bestuurder van de Banque de Dinant en lid van de algemene raad van de Algemene Spaar- en Lijfrentekas.